# Alexis Saelemaekers
Alexis Jesse Saelemaekers (Berchem-Sainte-Agathe, 1997. június 27. –) belga labdarúgó; csatár. A Serie A-ban szereplő AC Milan játékosa, és a belga válogatott tagja.

## Pályafutása

### Anderlecht
Az Anderlecht saját nevelésű játékosa, ahová 2012-ben csatlakozott 13 évesen.
2018. február 16-án debütált a klub színeiben a bajnokság 2017/18-as szezon 27. fordulójában a Saint-Truiden elleni 1–0-s mérkőzés 77. percében, Alexandru Chipciu-t váltva.
A 2018/19-es idényben karrierje során először lépett pályára nemzetközi mérkőzésén az Európa-liga D csoportkörének harmadik találkozóján a Fenerbahçe SK elleni döntetlenre végződő összecsapáson.

### AC Milan
2020. január 31-én az AC Milan kölcsönbe szerződtette Saelemaekerst, vételi opcióval. A Milan állítólag 3,5 millió eurós díjat és 1 millió eurós bónuszt vállalt végleges szerződéskötés esetén.
Február 2-án a Hellas Verona elleni 1–1-s bajnokin mutatkozott be első alkalommal a Milan színeiben, csereként a mérkőzés utolsó 13 percében érkezett a pályára Davide Calabria-t váltva.
Február 13-án lépett először pályára Olasz Kupa találkozón, a Juventus elleni 1–1-s elődöntő mérkőzésen.
2020. július 1-jén kivásárolták az RSC Anderlecht kötelékéből, és egy 4-éves, 2024 nyaráig szóló szerződésben egyeztek meg.
Tizenhét nappal múlva szerezte első gólját a Bologna elleni 5–1-s hazai bajnokin, a találkozó első gólját szerezte a 10. percben.
2023. augusztus 30-án a Bologna kölcsönvette a szezon végéig, vásárlási opcióval. Saelemaekers alapember lett Thiago Motta csapatában, amely a szezon meglepetéscsapataként Bajnokok Ligája indulást érő helyen végzett a Seria A-ban. A Bologna a szezon végeztével élt volna vásárlási opciójával,azonban Motta a Juventus edzője lett, a helyére kinevezett Vincenzo Italiano pedig nem volt hajlandó 10 millió eurót kifizetni a Milannak, így Saelemaekers visszatért a milánóiakhoz.
2024. augusztus 30-án az Roma vette kölcsön a 2024–2025-ös szezon végéig.

## A válogatottban

### Belgium
2020. október 8-án debütált  Roberto Martínez szövetségi kapitány  kezei alatt az Elefántcsontpart elleni barátságos mérkőzésén. Az 1–1-s találkozót végigjátszotta.
2021. szeptember 5-én szerezte első gólját Belgium színeiben, a Csehország elleni 3–0-ra végződő világbajnoki selejtezőn.

## Statisztika
2023. január 05-i állapot szerint.
| Klub             | Szezon           | Bajnokság        | Bajnokság | Bajnokság | Kupa  | Kupa  | Nemzetközi | Nemzetközi | Egyéb | Egyéb | Összes | Összes |
| Klub             | Szezon           | Liga             | Mérk.     | Gólok     | Mérk. | Gólok | Mérk.      | Gólok      | Mérk. | Gólok | Mérk.  | Gólok  |
| ---------------- | ---------------- | ---------------- | --------- | --------- | ----- | ----- | ---------- | ---------- | ----- | ----- | ------ | ------ |
| Anderlecht       | 2017/18          | Jupiler League   | 11        | 0         | 0     | 0     | —          | —          | —     | —     | 11     | 0      |
| Anderlecht       | 2018/19          | Jupiler League   | 30        | 0         | 1     | 0     | 3          | 0          | —     | —     | 34     | 0      |
| Anderlecht       | 2019/20          | Jupiler League   | 16        | 2         | 3     | 0     | —          | —          | —     | —     | 19     | 2      |
| Anderlecht       | Összesen         | Összesen         | 57        | 2         | 4     | 0     | 3          | 0          | 0     | 0     | 64     | 2      |
| Milan (kölcsön)  | 2019/20          | Serie A          | 13        | 1         | 2     | 0     | —          | —          | —     | —     | 15     | 1      |
| Milan            | 2020/21          | Serie A          | 32        | 2         | 1     | 0     | 7          | 1          | —     | —     | 40     | 3      |
| Milan            | 2021/22          | Serie A          | 36        | 1         | 4     | 1     | 6          | 0          | —     | —     | 46     | 2      |
| Milan            | 2022/23          | Serie A          | 8         | 0         | 0     | 0     | 2          | 2          | 0     | 0     | 10     | 2      |
| Milan            | Összesen         | Összesen         | 89        | 4         | 7     | 1     | 15         | 3          | 0     | 0     | 111    | 8      |
| KARRIER ÖSSZESEN | KARRIER ÖSSZESEN | KARRIER ÖSSZESEN | 146       | 6         | 11    | 1     | 18         | 3          | 0     | 0     | 175    | 10     |

1. 1 2  Mérkőzése(i) az Európa Ligában.
2. ↑  Mérkőzése(i) a Bajnokok Ligájában.

### A válogatottban
2022. május 22-i állapot szerint.
| Belgium  | Belgium | Belgium |
| Év       | Mérk.   | Gólok   |
| -------- | ------- | ------- |
| 2020     | 1       | 0       |
| 2021     | 6       | 1       |
| 2022     | 2       | 0       |
| Összesen | 9       | 1       |

## Sikerei, díjai
- AC Milan
  - Olasz bajnok: 2021–22